# Ріфат Растодер
Рифат Растодер (11 липня 1950, Радманці, Беране, Чорногорія, тоді входила до складу СФР Югославія — 4 травня 2023) — чорногорський політик, письменник і журналіст босняцької національності. Він був заступником спікера Скупщини й віцепрезидентом Соціал-демократичної партії Чорногорії .

## Біографія
У 1969 р. Растодер переїхав до Титограду (нинішня Подгориця), де й жив до смерті. Професійним журналістом став у 1980 році. До 1986 року працював на Радіо Чорногорія на посадах журналіста, редактора програм і редактора програмного блоку. У 1990 році він отримав відзнаку «найкращий журналіст». Наприкінці 1996 року став журналістом та редактором внутрішньо-політичної рубрики й коментатором газети «Побєда». У 1991 року став журналістом і редактором щотижневого журналу Монітор, а також одним з ініціаторів створення Радіо «Антена М».
У політичній сфері з 1990 року він був одним із засновників і віцепрезидентів Громадянського руху. Він також є членом правління Громадянського форуму і є одним із засновників та віце-президентів Соціал-демократичної партії Чорногорії.
Його обирали депутатом парламенту чотири рази, і тричі обирали заступником спікера парламенту під головуванням Светозара Маровича, Филипа Вуяновича й поточного спікера парламенту Ранка Кривокапича .
Окрім рідної мови він також володіє російською і меншою мірою англійською.

## Праці
- Crvena mrlja (1990; співавтор)
- Usud imena
- Pravo na ime

## Цікаві факти
- Його брат, Шербо Растодер, є видатним істориком.